# Vaccinating the Village
Vaccinating the Village è un cortometraggio muto del 1914 interpretato da Marshall Neilan. Il nome del regista non viene riportato.

## Produzione
Il film fu prodotto dalla Kalem.

## Distribuzione
Distribuito dalla General Film Company, uscì nelle sale cinematografiche USA il 6 febbraio 1914.